# Heteroxenotrichula texana
Heteroxenotrichula texana är en djurart som tillhör fylumet bukhårsdjur, och som beskrevs av Todaro 1994. Heteroxenotrichula texana ingår i släktet Heteroxenotrichula och familjen Xenotrichulidae. Inga underarter finns listade i Catalogue of Life.